# Konstantínos Mitsotákis
Konstantínos Mitsotákis (em grego:  Κωνσταντίνος Μητσοτάκης; Chania, Creta; 18 de outubro de 1918 — 29 de maio de 2017) foi um político grego. Ocupou o cargo de primeiro-ministro da Grécia entre 11 de abril de 1990 a 13 de outubro de 1993.
Oriundo de uma família de políticos, Mitsotakis estudou Direito e Economia em Atenas.
Durante a ocupação alemã de Creta (1941-1944), foi membro activo da resistência, sendo duas vezes preso e condenado à morte.
Em 1946 foi pela primeira vez eleito para o Parlamento, como membro do Partido Liberal Grego. Na década de 1960 juntou-se à coligação de centro-esquerda de Georgios Papandreou, tornando-se ministro das Finanças do seu Governo. A partir de 1964, Mitsotakis começou a afastar-se de Papandreou por este se ter envolvido num conflito com o rei da Grécia, cujo partido resolveu tomar.
Em 1967 os militares tomoram o poder e prenderem Mitsotakis, mas este conseguiu escapar-se exilando-se em Paris, onde participou na oposição no exílio ao regime autoritário.
Regressou à Grécia em 1973 e em 1974 deu-se a queda do regime dos militares. Novamente deputado e, depois, líder do partido da Nova Democracia, tornou-se primeiro-ministro em 1990. Desempenhou o cargo até 1993, altura em que, na sequência de um mau resultado eleitoral, se demitiu do Governo e das suas funções partidárias.